# Папаций
Папац — хазарский чиновник. Упомянут в сочинениях византийских авторов Феофана и Никифора. Вместе с архонтом (правителем) Боспора Валгицом надзирал за беглым византийским императором Юстинианом II, когда тот скрывался в хазарских владениях в Фанагории в 705 году. Никифор называет его «соплеменником» хазарского кагана и его личным представителем при императоре, а Феофан — наместником «от лица кагана» в Фанагории. Выражение «от лица» (греч. «эк просопу»), возможно, является калькой, обозначающей тюркскую должность тудун. По приказу кагана Папац и Валгиц должны были убить Юстиниана, но тот заблаговременно узнал об этом и, пригласив к себе обоих сановников, задушил их.